# Пханмунджом
Пханмунджом (кор. 판문점, 板門店판문점, 板門店) — поділений на дві частини населений пункт, розташований у державах Республіка Корея (провінція Кьонгі-до) і Корейська Народно-Демократична Республіка.
Розташований за 53 кілометри на північ-північ-захід від Сеула і за 10 кілометрів на схід від Кесона.
В населеному пункті знаходиться Спільна зона безпеки, яка є майданчиком для переговорів з питань, що стосуються двох країн Корейського півострова.

## Історія

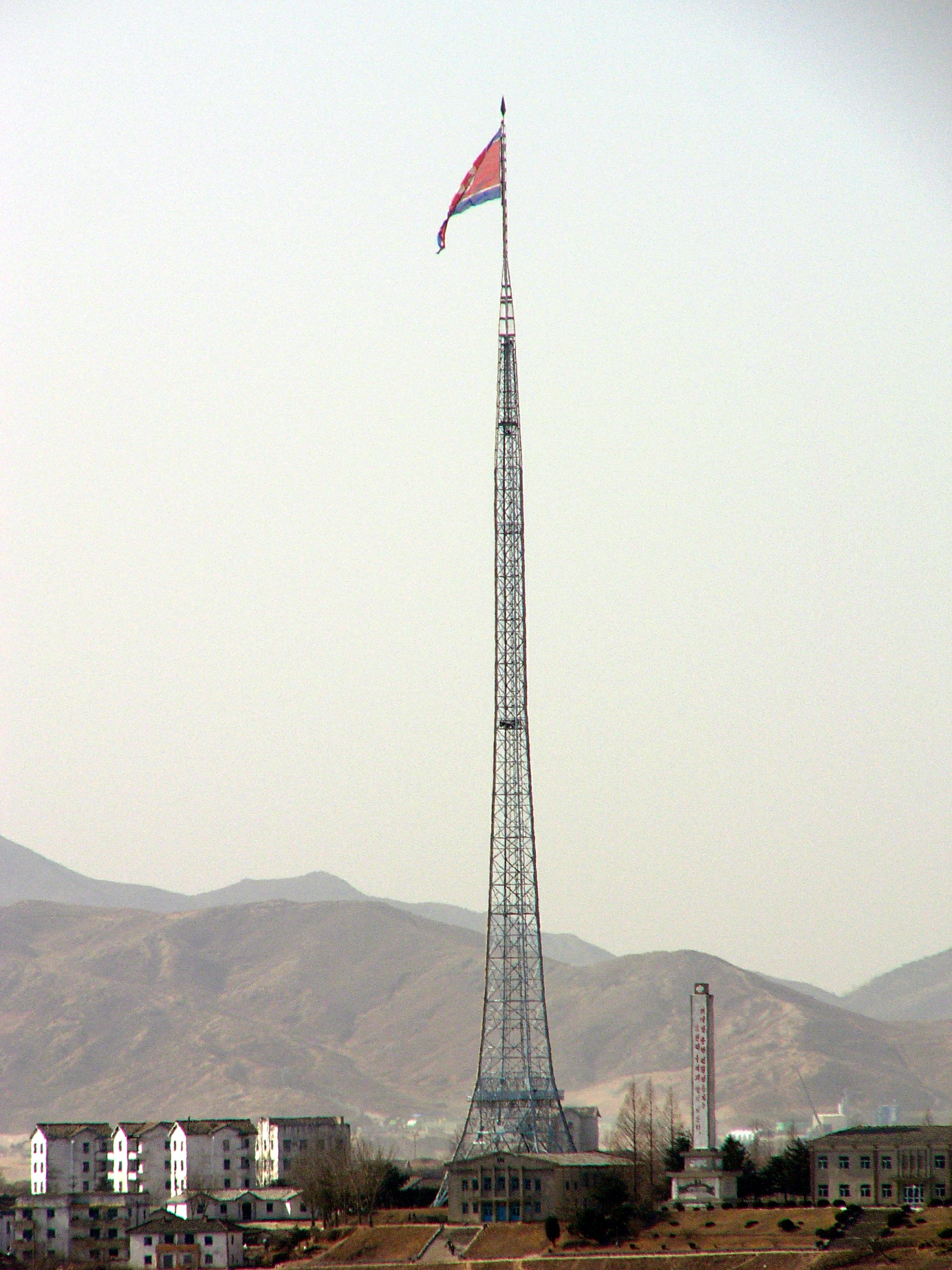
Третій у світі за висотою флагшток з прапором Північної Кореї

У 1953 тут було підписано договір про припинення вогню, що послужив закінченням Корейської війни. Будівля, в якій було підписано договір, (37°57′41″ пн. ш. 126°39′52″ сх. д. / 37.961414° пн. ш. 126.664507° сх. д.), знаходиться на північ від військової демаркаційної лінії, що проходить через центр демілітаризованої зони.
Тут працювала Комісія ООН з питань перемир'я в Кореї. Зустрічі проходили в польовому таборі, розбитому на північ від дороги Кесон-Сеул.
У листопаді 2017 року з боку КНДР на кордоні з Республікою Корея в районі населеного пункту Пханмунджом в об'єднаній зоні безпеки почалися інженерні роботи з метою спорудження рову для запобігання несанкціонованого переміщення біженців через демаркаційну лінію держав.